# Quiet Achiever

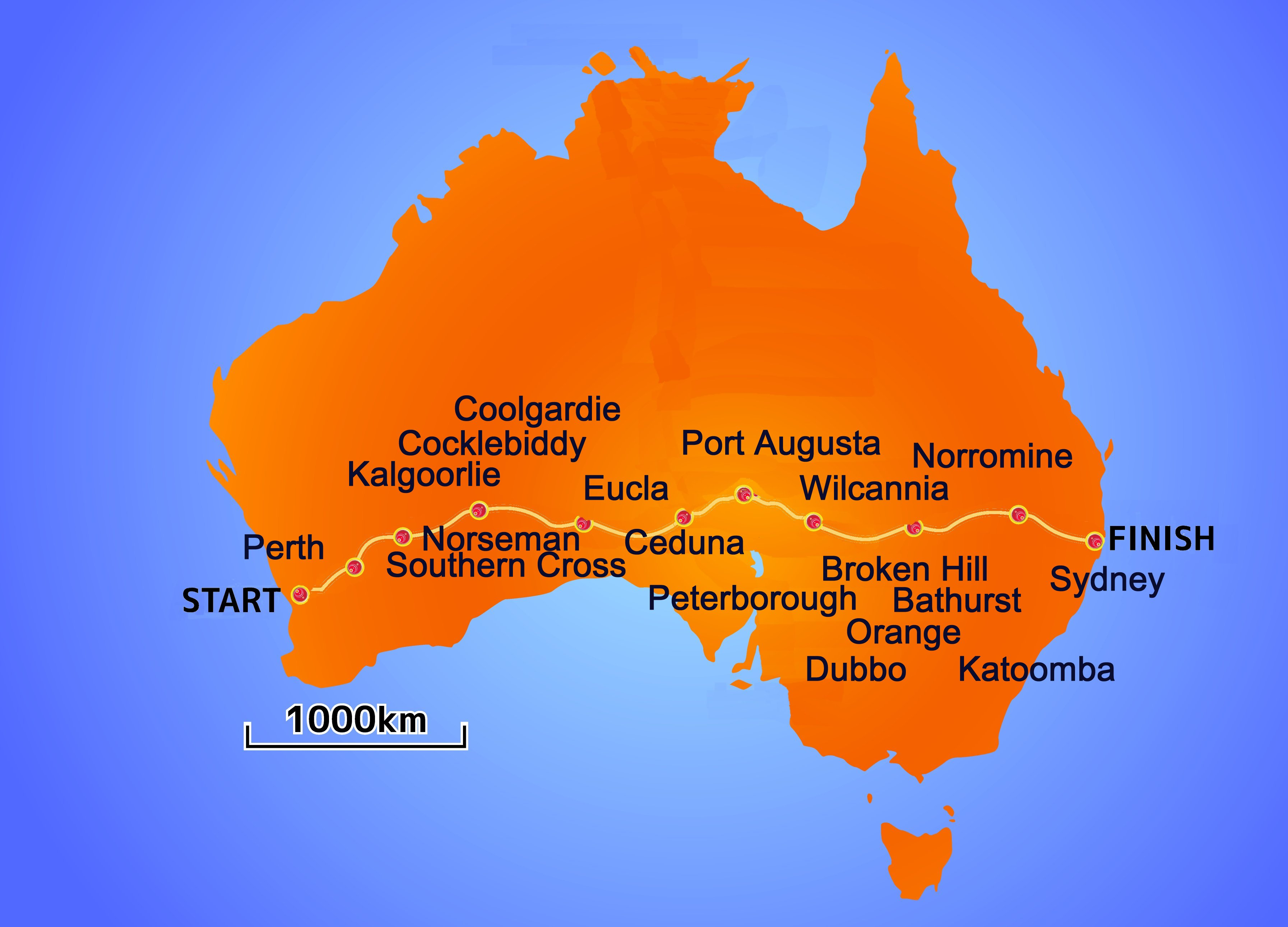
オーストラリアを横断した行程

Quiet Achiever（クワイエット・アチーバー）はBP Solar Trekとしても知られる世界初で初めて太陽電池による太陽光発電で実際に長距離を走破したソーラーカーである。1982年12月にブリティッシュペトロリアムの資金援助で冒険家のHans Tholstrupによって開発された。TholstrupとLarry Perkinsが太陽光による電力のみでパースからシドニーまで走破した。
計画を立案したのはHans Tholstrupで車両を開発したのは運転手のLarry Perkinsと彼の兄弟のGarryだった。
20日かけて4052kmを走破した平均速度は23 km/hだった。この成功により1987年にThostrupは世界最大のソーラーカーレースであるワールド・ソーラー・チャレンジを開催する。
Tholstrupがアイディアを持ち始めたのは自動車レースの年の後、彼はエネルギーの節約に興味を持った。ソーラーチャレンジへの全ての出場車は太陽電池で太陽光を電気エネルギーに変換して走行する。

## 詳細
Quiet AchieverはLarryとGarry Perkinsによる手作りだった。
車体は繊維強化プラスチック製だったものの、枠組みは軽飛行機のような鋼管で製造された。車両は運転者の視界を十分に確保できるように大きな曲面の窓で横の窓は透明なガラス繊維製だった。車両は1KW出力の太陽光発電設備を備えていて平均速度は14マイル毎時 (23 km/h)だった。 車両の屋根上の太陽電池は2列の36素子で構成される10枚の太陽電池が互いに接続され屋根の面積はおよそ91平方フィート (8.5 m2)だった。

## 歴史

### 開発
Hans Tholstrupは当初、枯渇性資源に懸念を抱いていて、太陽エネルギーによる自動車レースの概念を持っていた。彼とLarry Perkinsは1955年、シカゴで公開されたゼネラルモーターズの太陽光で走行するサンモービルに触発された。 ブリティッシュ・ペトロリアム (BP)が Quiet Achiever計画の後援になり、側面にBP Solar Trekのラベルが貼られた。

### オーストラリア横断旅行
1982年12月から1983年1月にTholstrupはPerkinsと共にオーストラリアのパースからシドニーまで2,500 マイル (4,000 km)を20日未満で縦断した。最初のガソリン自動車が同じ道を30日かけて走破したのとは対照的だった。
Quiet Achieverの経路は西から東まで 2,560マイル (4,130 km)で1982年12月19日にパースの郊外のScarboroughを出発して1983年1月7日にシドニーに到着した。経路はSouthern Cross、Coolgardie、Norseman、Cocklebiddy、Eucla、Ceduna、ポートオーガスタ、Peterborough、ブロークンヒル、Wilcannia、Narromine、Dubbo、Orange, バサーストとKatoombaをシドニーのオペラハウスに到着前に通過した。 旅行中、ナラボー平原の先住民を含む数千人の観衆達がQuiet Achieverの通過を見るために集まった。 さらにオーストラリアのモータースポーツ連盟(CAMS)がQuiet Achieverが全行程で太陽エネルギーのみを動力のために使用しているかを監視した。 シドニーに車両が到着した時、数千人の観衆達はシドニーのオペラハウスへの接近を見るために集まった。
Scarborough Beachから旅が始まった時、インド洋の海水を瓶に入れた。この水はオーストラリアを横断してシドニーで太平洋に盛大に注がれた。

### その後の影響
Quiet Achieverによる走破に成功したことでソルトラップは1987年からオーストラリアでソーラーカーによるレースであるワールド・ソーラー・チャレンジを開催した。ワールド・ソーラー・チャレンジは世界最高峰のソーラーカーレースであると幅広く認識される。 Quiet Achieverそのものは現在ではキャンベラのオーストラリア国立博物館に収蔵されている。が、常時は倉庫に保管されており公開はされていない。